# Lecithin-Cholesterin-Acyltransferase
Lecithin-Cholesterin-Acyltransferase (kurz LCAT) ist das Enzym in Landwirbeltieren zur Bildung von Cholesterinestern aus Cholesterin und Lecithin. Das im menschlichen Blut in Lipoproteinen transportierte Cholesterin liegt zu 70 Prozent als Cholesterinester vor. LCAT ist daher unentbehrlich im Fettstoffwechsel. Mutationen am LCAT-Gen können (sehr seltenen) erblichen LCAT-Mangel verursachen, der die Ursache für familiären HDL-Mangel und die Fischaugenkrankheit ist.
LCAT wird in der Leber produziert und ins Blut abgegeben. Dort bindet es an und befindet sich auf der Oberfläche von HDL-Partikeln und nimmt Cholesterin und Phosphatidylcholin aus Chylomikronen, VLDL-Restkörpern und abgestorbenen Zellen bzw. abgebauten Membranen auf („Cholesterinfänger“). Außerdem befähigt es die HDL-Partikel zur Aufnahme von Cholesterin aus extrahepatischen Geweben und somit zum Reversen Cholesterintransport (RCT).

## Katalysierte Reaktion
+  ⇔

⇔  + 
Ein Fettsäurerest von Lecithin wird auf Cholesterol übertragen. Als Reste sind Palmitoyl, Oleoyl und Linoleoyl möglich, während auch andere Sterole außer Cholesterin als Empfänger fungieren können.